# Cratère fantôme sur Mercure
Les cratères fantômes sur Mercure sont des structures géologiques circulaires propres à la planète Mercure, dans le système solaire. Ils ont des caractéristiques tectoniques telles que des crêtes de graben et de dorsa (rides sinueuses) qui ont été formées par des forces d'extension et de contraction provenant de processus tectoniques tels que la surrection et la contraction globale. La combinaison de ces crêtes de graben et de rides à l'intérieur des cratères fantômes de Mercure n'a été observée sur aucune des autres planètes telluriques. 

## Découverte
Les caractéristiques tectoniques de Mercure ont pu être étudiées en détail à l'occasion de l'insertion en orbite de la sonde spatiale MESSENGER en 2011. Celle-ci cartographie 98 % de la surface de la planète,, et 100 % en 2013.  Les caméras Mercury Dual Imaging System et l'équipement d'altimètre laser Mercury de la sonde ont permis aux chercheurs d'obtenir des images haute résolution de la surface de la planète pour l'analyse de la tectonique de Mercure. 

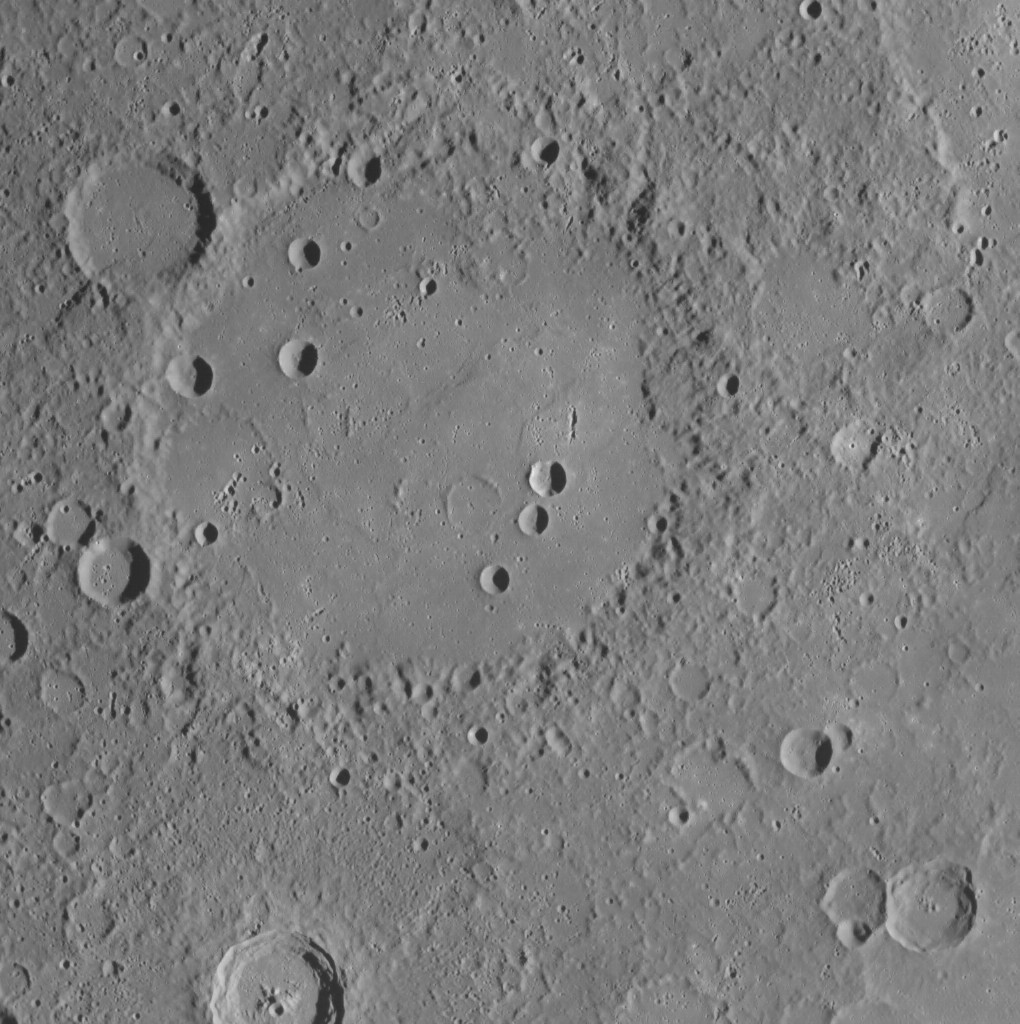
Le cratère Izquierdo montrant plusieurs cratères fantômes et graben à l'intérieur.

## Cratères fantômes
Les cratères fantômes en tant que cratères d'impact remplis de dépôts volcaniques peuvent être observés à la surface de la Lune, de Mars, de Mercure et pourraient exister sur Vénus. Sur Mercure, ils se trouvent le plus souvent dans l'hémisphère nord de la planète dans les plaines lisses. 
Il existe trois types de cratères fantômes sur Mercure. Les cratères fantômes de type 1 contiennent une crête de ride (dorsum) qui forme un anneau tandis que les cratères fantômes de type 2 contiennent un anneau de crête de ride et un graben à l'intérieur. L'anneau de crête de ride du cratère fantôme de type 3 n'existe pas ou ne peut pas être observé. Au lieu de cela, il a un anneau de graben le long de sa frontière. 

## Formes tectoniques

### Graben
Un graben est une caractéristique tectonique associée à des failles normales. La section de roche qui s'étend sous une ligne de faille diagonale est relevée tandis que l'éponte haute est abaissée, créant une dépression. On pense que le graben se forme à partir de contraintes d'extension dues au soulèvement et à la contraction des dépôts volcaniques qui ont rempli le cratère,,. Le soulèvement est possible par rebond isostatique provoqué par la formation du cratère ou à partir du dépôt de matériau volcanique,,. Celui-ci initialement dilaté par la chaleur magmatique se contractera en refroidissant, générant des contraintes d'extension.  L'orientation d'un graben est déterminée par la contrainte au moment de sa formation. Ainsi un graben radial se forme lorsque les contraintes circonférentielles du bassin sont les plus étendues. Lorsque ce sont le contraintes radiales les plus étendues, le graben prend une forme circonférentielle. Si les deux types de contraintes se compensent, des motifs polygonaux apparaissent. 

### Rides striées
Les crêtes ridées sont des caractéristiques tectoniques des sections où la croûte est soulevée. Les rides sont associées à des contraintes de compression. Sur Mercure, l'intérieur de la planète se refroidit et se contracte, ce qui crée une compression à l'échelle de la planète. On pense que les crêtes de rides sur Mercure proviennent de matériaux chargés au-dessus des plaines volcaniques, en plus du refroidissement. Lorsque les plaines sont couvertes de matériaux volcaniques, la lithosphère peut fléchir et créer davantage de contraintes de compression,,.   

## Déroulement de la formation
Les scientifiques ont utilisé des relations transversales afin de déterminer la séquence d'événements qui a formé des cratères fantômes. En tout premier, Mercure a probablement subi un impact. Ensuite, des matières volcaniques ont surgi à la surface et ont rempli l'intérieur du cratère. Ensuite, les crêtes de graben ou de rides se sont formées. Lorsque les grabens sont tous inclus dans les crêtes des rides, on pense qu'ils se sont formés après les crêtes des rides. Si un graben traverse une crête et semble en être modifié, on suppose qu'il est plus ancien et s'est formé avant les crêtes. 

## Importance
La présence de crêtes de graben et de rides dans les cratères fantômes est une caractéristique unique à Mercure. Cette combinaison est due aux processus tectoniques qui ont formé les crêtes du graben et des rides. Les crêtes de graben et de rides provenaient de coulées de lave qui s'accumulaient rapidement et se refroidissaient dans les cratères d'impact alors que la planète subissait une contraction globale due au refroidissement intérieur. D'autres corps planétaires tels que la Lune et Mars n'ont pas les deux caractéristiques tectoniques dans leurs cratères fantômes, peut-être parce que l'accumulation de matière volcanique y est plus lente que sur Mercure. 